# 제32회 미국 작가 조합상
제32회 미국 작가 조합상은 1979년 뛰어난 활동을 보인 영화 작가를 기리기 위해 1980년 4월에 열린 시상식이다. [서부]LA, 윌시어에벨 극장/[동부]뉴욕, 맥그루힐 빌딩에서 개최되었다.

## 수상 및 후보

### 각본상
- 차이나 신드롬 - Mike Gray 수상
- 브레이킹 어웨이 - 스티브 테시크 수상

### 각색상
- 찬스 - 제지 코신스키 수상
- 크레이머 대 크레이머 - 로버트 벤튼 수상

### 월계수상
- I.A.L. 다이아몬드 수상
- 빌리 와일더 수상

### 발렌타인 데이비스 상
- 데이비드 W. 린텔스 수상

### 모건 콕스 상
- 페이 케닌 수상